# Yūki Matsushita
Yūki Matsushita (japanisch 松下 裕樹 Matsushita Yūki; * 7. Dezember 1981 in der Präfektur Gunma) ist ein ehemaliger japanischer Fußballspieler.

## Karriere
Matsushita erlernte das Fußballspielen in der Schulmannschaft der Maebashi Ikuei High School. Seinen ersten Vertrag unterschrieb er 2000 bei den Sanfrecce Hiroshima. Der Verein spielte in der höchsten Liga des Landes, der J1 League. Am Ende der Saison 2002 stieg der Verein in die J2 League ab. Für den Verein absolvierte er 29 Spiele. 2004 wechselte er zum Ligakonkurrenten Avispa Fukuoka. 2005 wurde er mit dem Verein Vizemeister der J2 League und stieg in die J1 League auf. Für den Verein absolvierte er 39 Spiele. Im Juni 2006 wechselte er zum Ligakonkurrenten Kawasaki Frontale. Für den Verein absolvierte er vier Erstligaspiele. 2007 wechselte er zum Zweitligisten Thespa Kusatsu (heute: Thespakusatsu Gunma). Für den Verein absolvierte er 225 Spiele. 2013 wechselte er zum Ligakonkurrenten Yokohama FC. Für den Verein absolvierte er 57 Spiele. 2015 wechselte er zum Ligakonkurrenten Thespakusatsu Gunma. Am Ende der Saison 2017 stieg der Verein in die J3 League ab. Für den Verein absolvierte er 127 Spiele. Danach spielte er bei den Tochigi City FC. Ende 2019 beendete er seine Karriere als Fußballspieler.

## Erfolge
Kawasaki Frontale
- J1 League

Vizemeister: 2006